# Ernest William Brown
Ernest William Brown (29 novembre 1866 – 22 luglio 1938) è stato un matematico e astronomo inglese che ha dedicato la propria vita lavorativa allo studio dei movimenti lunari, dedicando particolari attenzioni anche agli asteroidi troiani.

## Riconoscimenti
- Premio Adams (1907)[1]
- Gold Medal of the Royal Astronomical Society (1907)
- Bruce Medal (1920)
- James Craig Watson Medal (1936)

Gli è stato dedicato un asteroide, 1643 Brown .